# 船橋市立塚田南小学校
船橋市立塚田南小学校（ふなばししりつ つかだみなみしょうがっこう）は、千葉県船橋市行田一丁目にある公立小学校。

## 沿革
- 2021年（令和3年）4月 - 船橋市立塚田南小学校開校

## 交通
- 東武野田線（東武アーバンパークライン）「塚田駅」西口より徒歩約7分